# Млечный Путь (журнал)
«Млечный Путь» — ежемесячный литературный журнал, издававшийся в Москве в 1914—1916 годах (первый номер вышел в январе 1914 года).
Редактором и издателем «Млечного Пути» был поэт, член кружка «Писатели из народа» Алексей Чернышёв, вкладывавший в издание журнала порядочные средства и всё своё свободное время.
Редакция находилась в доме Е. В. Привалова (1903, 1908—1909, архитектор Э.-Р. Нирнзее, современный адрес — Садовническая улица, дом № 9 стр. 3), в квартире № 56.
В 1915 году в литературном отделе журнала сотрудничали Алексей Новиков-Прибой, И. Бурмистров-Поволжский, Николай Колоколов, Иван Коробов, Евгений Сокол, П. Терский, Илья Толстой, поэты Спиридон Дрожжин, Надежда Павлович, Дмитрий Семеновский, Сергей Есенин, Игорь Северянин, Фёдор Шкулев, Николай Ливкин. С журналом также сотрудничали художники Виктор Барт и Степан Эрьзя.
Из прозаических произведений в 1914 году журнал напечатал рассказ Алексея Новикова-Прибоя «На вахте», в 1915-м — рассказы «Казнь», «Степь и горы» и «На дороге» Николая Ляшко. Также в начале 1915 года журнал сначала опубликовал стихотворение Есенина «Кручина», затем — его же «Выткался на озере алый свет зари».
В редакции устраивались литературные «субботы», охотно посещаемые авторами, художниками, скульпторами, артистами и интересующейся искусством и литературой молодёжью. Согласно воспоминаниям Н. Н. Ливкина, на этих «субботах» читали стихи и рассказы, обменивались мнениями, спорили, беседовали о новых книгах, журналах, картинах. В 1914 — в начале 1915 года активным членом этого кружка был Сергей Есенин, читавший здесь свои стихи.